# 1051
Cette page concerne l'année 1051  du calendrier julien. Pour l'année 1051 av. J.-C., voir 1051 av. J.-C.
L'année 1051 est une année commune qui commence un mardi.

## Événements
- Mars : Robert de Jumièges est nommé archevêque de Cantorbéry. Il se rend à Rome pour recevoir le Pallium. Selon le chroniqueur normand Guillaume de Jumièges, il se rend en Normandie pour annoncer à Guillaume de Normandie que le roi Édouard le Confesseur, sans descendance, le désigne comme successeur[1]. En 1053, le comte de Wessex Harold Godwinson est désigné à son tour. Le norvégien Harold Hadrada réclame aussi la succession[2].
- Mouharram 443 de l'Hégire (15 mai - 13 juin) : les Seldjoukides s'emparent d'Ispahan après un an de siège, ainsi que d'une partie de l'Irak. Toghrul-Beg fait de Rey (Ravy) sa capitale[3].
- 19 mai, Pentecôte : le roi des Francs Henri Ier épouse Anne de Kiev à Reims[4].
- 29 juin : Robert de Jumièges est intronisé comme archevêque de Cantorbéry à son retour de Rome[1].
- Octobre : le comte Godwin de Wessex, en conflit avec le roi Édouard le Confesseur, est exilé à Bruges avec sa famille (1051-1052)[5]. Édouard parvient temporairement à se débarrasser du parti anglo-danois.

- Début de la guerre de neuf ans ou guerre de Zenkunen (前九年の役) dans la province de Mutsu au Japon (fin en 1062). C'est le début de l'ascension des samouraïs ; le clan Abe se révolte contre le pouvoir central sous la conduite de Abe no Sadato (安倍貞任). Les Minamoto pacifient la région[6].
- Oddon devient comte de Savoie à la mort de son frère Amédée Ier, sans héritiers, et étend ses États par son mariage en 1046 avec Adélaïde de Suse, héritière de Turin en Piémont[7].
- Richilde, héritière du comte de Hainaut, épouse en secondes noces le futur Baudouin VI de Flandre[8].
- Hilarion est nommé métropolite de Kiev grâce à Iaroslav le Sage, mais sans l’accord de Constantinople (fin en 1054)[9]. Fondation des monastères de Saint-Georges, Sainte-Irène et Saint-Démétrios, à Kiev[10].
- Fondation du monastère des Grottes de Kiev : l’ermite Antoine, originaire de Tchernigov, s’installe dans l’une des grottes de la colline de Kiev, après un long séjour au mont Athos[10].